# Weingut Pöckl

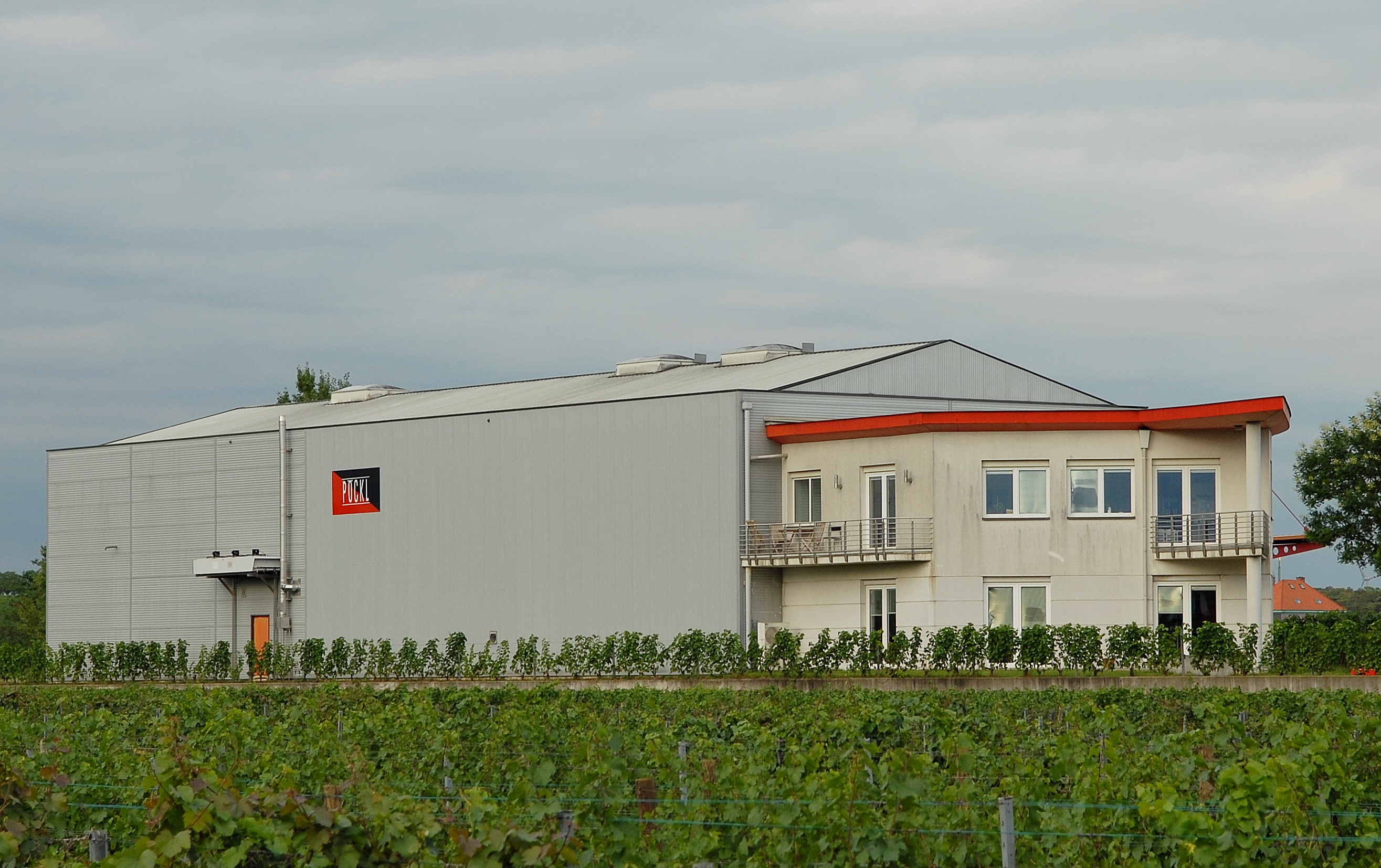
Weingut Pöckl, Mönchhof (von links), 2012

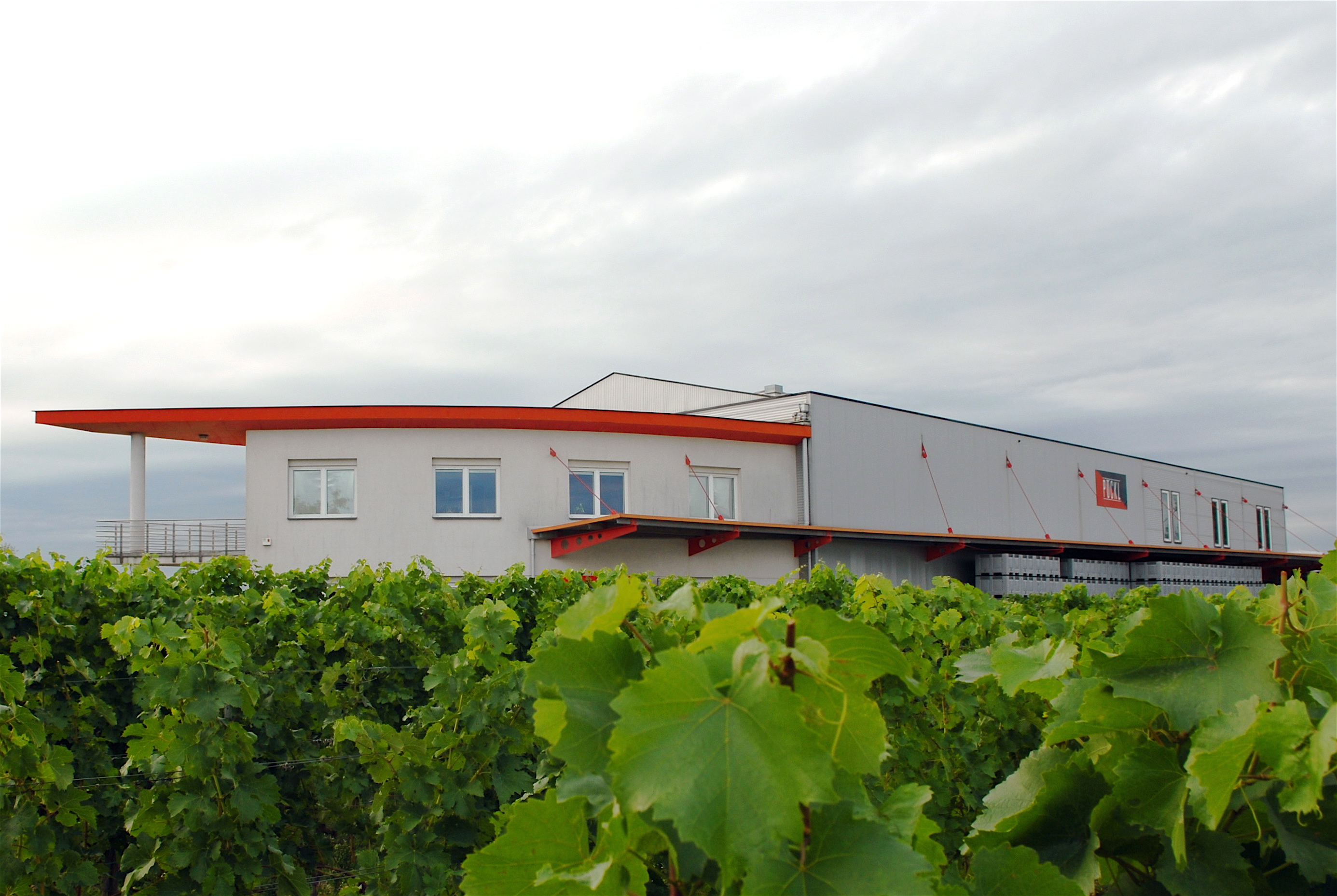
Weingut Pöckl, Mönchhof (von rechts), 2012

Das Weingut Pöckl in Mönchhof ist ein österreichisches Weingut im Weinbaugebiet Neusiedlersee im Burgenland.

## Geschichte
Geleitet wurde das von Albert Pöckl 1910 gegründete Weingut ab 1979 von Josef Pöckl (* 13. Oktober 1951; † 19. Jänner 2011), seit 2001 gemeinsam mit seinem Sohn René. Seit dem Ableben von Josef Pöckl im Jahr 2011 ist René Pöckl alleiniger Betriebsleiter.

## Das Weingut
Die Rebfläche beträgt 33 Hektar (Stand 2012), wovon 99 Prozent mit roten Rebsorten – Zweigelt, Blaufränkisch, Sankt Laurent, Cabernet Sauvignon, Merlot und Pinot Noir – bestockt sind. Die bekanntesten Weine sind die Cuvées Admiral, Rosso e Nero und Reve de Jeunesse. Pöckls „Mystique“, ein Rotwein, der nur in besonders guten Jahren erzeugt und von den Weingutinhabern als „Forschungswein“ bezeichnet wird, um Möglichkeiten im Weingarten und bei der Vinifizierung auszuloten, erzielt im Handel Preise über 100 Euro.
Das Weingut ist mehrmaliger Sieger des Falstaff-Rotweinpreises.